# Süleymaniye, Salihli
Süleymaniye là một xã thuộc huyện Salihli, tỉnh Manisa, Thổ Nhĩ Kỳ. Dân số thời điểm năm 2011 là 297 người.